# Peter Carey
Peter Philip Carey, född 7 maj 1943 i Bacchus Marsh, Victoria, är en australisk författare.
Carey belönades med Bookerpriset för Oscar and Lucinda 1988 och 2001 för True History of the Kelly Gang. Han medverkade även till manuset till filmerna Till världens ände och Oscar and Lucinda.